# 杨鑫 (足球运动员)
杨鑫（1994年1月25日—），是一名中国足球运动员，现效力于中国足球乙级联赛球队江西联盛。

## 俱乐部生涯
杨鑫7岁时开始在景德镇市少年足球队练习足球，10岁时被足球名宿赵达裕相中，前往广州亿达足球学校。在亿达足校期间，他曾前往切尔西受训，之后先后入选广州城运足球队（乙组）和广东省全运会足球代表队。 2014年，杨鑫进入广州恒大一线队并入选中超参赛名单，是报名2014赛季中超联赛的唯一一名江西籍球员。 2014年2月16日，由于广州恒大决定不派主力球员出战2014年中国足球协会超级杯，杨鑫在这场和贵州人和的比赛中获得首发机会并踢满全场，最终球队0比1不敌对手屈居亚军。